# Прощальная вечеринка
«Прощальная вечеринка» (англ. House Party: Tonight’s the Night) — американская музыкальная комедия Дэрина Скотта 2013 года. Вышла сразу на видео.
Фильм является частью серии «Домашняя вечеринка». Предыдущий фильм серии «Домашняя вечеринка 4» вышел в 2001 году. Участники хип-хоп-дуэта Kid ’n Play, которые сыграли главные роли в первых трёх фильмах серии, появились здесь в небольших ролях.

## Сюжет
Друзья Крис и Дилан заканчивают выпускной класс. У них есть совместная мечта стать рэп-музыкантами. У них есть знакомый, который работает помощником на студии звукозаписи. Этот знакомый сообщает, что его босс будет в их городе. У Криса и Дилана нет демозаписи, которую они могли бы показать главе студии, но они могут спеть вживую, например, на домашней вечеринке. Тем более что у Криса умерла дальняя родственница и его родители уехали на её похороны, так что дом у него будет свободен. Крис соглашается на небольшую вечеринку у себя дома, но только для того, чтобы произвести впечатление на главу студии.
Организацией вечеринки занимается Дилан, который рекламирует её в социальных сетях. Информация о вечеринке быстро распространяется, и она собирает большое количество гостей, многих из которых Крис и Дилан даже не знают. Ситуация усугубляется тем, что их приятель со студии звукозаписи не смог на неё прийти, а сами Крис и Дилан не знают как выглядит глава студии. В итоге они пытаются произвести впечатление на первого попавшегося им на глаза взрослого в хорошем костюме, которым в итоге оказывается водитель лимузина одного из гостей.
Параллельно на вечеринке происходит множество других событий. Два диджея начинают враждовать друг с другом на почве того, кто из них лучший. Компания ботаников пытается познакомиться с девушками. Непопулярная в школе девушка находит себе друга в лице непопулярного мальчика. Похотливая одинокая взрослая соседка Криса Виктория пытается его соблазнить. В это время сам Крис пытается завести отношения со школьной красавицей Отэм, у которой, однако, уже есть парень, но он высокомерный и заносчивый. Заканчивается же вечеринка разгромом дома.
На следующее утро к дому подъезжает глава студии звукозаписи, который предлагает мальчикам контракт. На самой вечеринке он не был, но он видел завирусившееся в интернете видео с этой вечеринки. На нём Крис и Дилан читают свой рэп, когда в доме разрушается потолок из-за секса в туалете верхнего этажа толстой девочки.

## В ролях
- Текуан Ричмонд — Крис Джонсон
- Зак Гудспид — Дилан
- Тристин Мэйс — Отэм Роз
- Джулиан Уоркс — DJ Бутитайм
- Амброзе Арен — DJ Шляпа
- Ролонда Уоттс — Виктория
- Джули Хартли — Трейси
- Кит Пауэрс — Квентин
- Алекс Макгрегор — Морган
- Гари Энтони Уильямс — Мелвин Джонсон
- Джеки Ахиллеас — Мими Джонсон
- Кристофер Рид — Кид
- Кристофер Мартин — Плей

## Производство
В конце августа 2012 года стало известно, что Warner Premiere будут снимать новый фильм во франшизе «Домашняя вечеринка» для выпуска на видео. Съёмки фильма пройдут в Южной Африке. Первоначально не предполагалось участие в фильме хип-хоп-дуэта Kid ’n Play, которые играли главные роли в первых фильмах серии.

## Рецензии
Брайан Орндорф с сайта Blu-ray.com поставил фильму 2 звезды из 10. По его мнению, фильм похож на диснеевское кино, но с рейтингом R, а групповые танцы напоминают франшизу «Шаг вперёд». Орндорф предполагает, что большинство зрителей этого фильма даже не знают о культовой классике — оригинальном фильме 1990 года, иначе бы смотрели его, а не это. Обозреватель отмечает, что в конце фильм пытается ещё и выдать серьёзную мораль о ценности дружбы, но всё показанное перед этим в фильме не похоже на настоящий человеческий опыт: «это бесхребетный сценарий, работающий по студийному шаблону, делающий фильм не только невыносимым, но и предсказуемым». Натаниэль Стивенс с digitalchumps пишет, что все сюжетные моменты в фильме либо поверхностны с точки зрения установки, либо просто вставляются в фильм в качестве временных наполнителей, а персонажи в фильме вообще никак не развиваются.